# 皖南事变三烈士墓
皖南事变三烈士墓是在皖南事变中遇难的新四军副军长项英、副参谋长周子昆和政治部主任袁国平的墓园，位于江苏省南京市雨花台区望江矶，在雨花台烈士陵园西南约1公里处，建于1955年。

## 历史
1941年1月，新四军军部及直属部队9000余人在安徽泾县遭国民革命军合围突袭，袁国平1月14日率部突围时牺牲。项英、周子昆突围后于3月12日在赤坑山蜜蜂洞被副官杀害。三人遗体当时就近掩埋。1952年8月，华东军区政治部寻找到项英、周子昆和袁国平的遗骸，1955年6月19日迁葬南京望江矶。三烈士墓以“一”字形排开，项英墓居中，袁国平墓和周子昆墓分列左右。三墓形制一致，为花岗石中式圆形坟包，直径6米，高3.4米。墓前各立墓碑一通，碑高3.61米；碑额高0.63米，宽1.2米，上刻五角星和花卉图案；碑身高2.20米、宽1.01米、厚0．50米，须弥座高0．78米、宽1．50米，正面分别题刻“项英（周子昆、袁国平）同志之墓”，款题“一九五五年六月十五日”“中国人民解放军南京军区立”。三烈士墓在文化大革命中遭破坏，后重新修复，1992年公布为南京市文物保护单位，2002年升格为江苏省文物保护单位。